# Proclamación de la República Catalana en abril de 1931

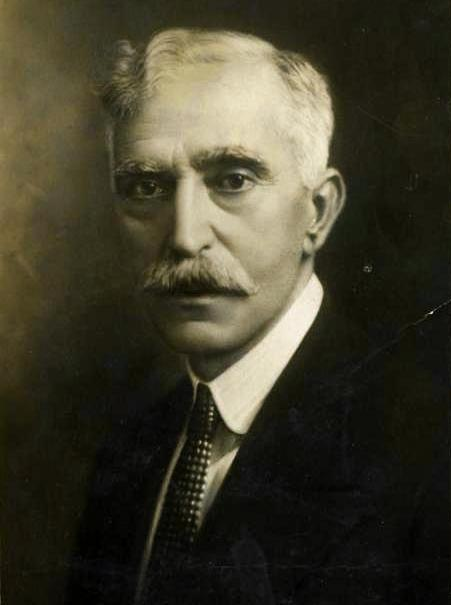
Francesc Macià, fundador del partido Esquerra Republicana de Catalunya.

La proclamación de la República Catalana tuvo lugar el 14 de abril de 1931, dos días después de las elecciones municipales que dieron la mayoría ERC, y fue realizada por su líder Francesc Macià que proclamó la República Catalana como estado integrante de la autopropuesta Confederación Ibérica, referida también como Federación Ibérica.

## Hechos
Alrededor de la una y media de la tarde del 14 de abril, Lluís Companys, uno de los líderes de Esquerra Republicana de Cataluña que había obtenido una resonante victoria en las elecciones municipales del 12 de abril (en Barcelona había conseguido 25 concejales, frente a los 12 de la Lliga Regionalista y a otros 12 de la candidatura republicana-socialista), salió al balcón del Ayuntamiento de Barcelona, en la plaza de San Jaime, que en esos momentos no estaba muy concurrida, para proclamar la República e izar la bandera republicana.
Alrededor de una hora después y desde el mismo balcón, donde ya ondeaba también la senyera catalana, el líder de Esquerra Francesc Macià se dirigió a la multitud concentrada en la plaza y proclamó, en nombre del pueblo de Cataluña, «L'Estat Català, que amb tota la cordialitat procurarem integrar a la Federació de Repúbliques Ibèriques». Así pues, antes de que se proclamara la República en Madrid, Macià daba por constituido un Estado catalán y definía la forma de Estado de la nueva República ibérica como federal o confederal. A media tarde Macià de nuevo se dirigía a la multitud pero esta vez desde el balcón del Palacio de la Generalidad de Cataluña, entonces ocupado por la Diputación de Barcelona, al otro lado de plaza, para comunicarles que había tomado posesión del gobierno de Cataluña, afirmando a continuación que «de aquí no nos sacarán sino muertos»). A continuación, firmó un manifiesto en el palacio de la Diputación en que proclamaba de nuevo el «Estat Català» bajo la forma de «una República Catalana», que pedía a los otros pueblos de España su colaboración para crear una «Confederació de Pobles Ibèrics». Desde el Palacio de la Generalidad, el periodista Antoni Puch Ferrer telefoneó a la redacción de El Día Gráfico para darles la noticia: «Macià acaba de proclamar la República Catalana, después de decirle a Maluquer y Viladot, respetuosamente, que sobraba y de colocar la bandera catalana en el balcón. [...] después de proclamar Companys, la española. ¡Hemos copado!»

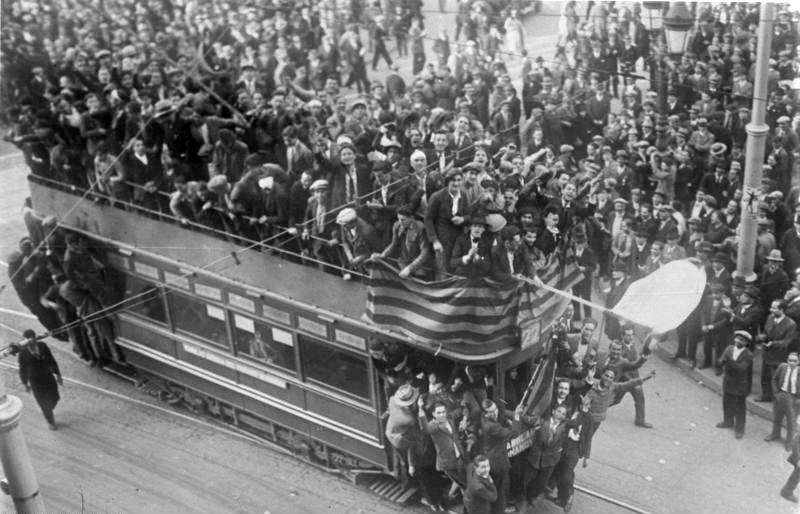
Proclamación de la Segunda República en Barcelona

Una tercera declaración de Macià, por escrito como la segunda, se produjo a última hora de la tarde, cuando se supo que la República había sido proclamada en Madrid y el rey Alfonso XIII abandonaba el país, en la que, después de hacer referencia al Pacto de San Sebastián, se proclamó «La República Catalana com Estat integrant de la Federació Ibèrica». «En realidad, la actuación de Macià no iba encaminada a una ruptura con España, proclamando la independencia, sino a provocar desde una situación de fuerza el cumplimiento de lo acordado en [el pacto de] San Sebastián, la concesión inmediata de una amplia autonomía, que quería federal».
La proclamación de la República Catalana, diferenciada de la Española, sería el problema más urgente que tendrá que resolver el Gobierno Provisional republicano. (Tres días después varios ministros del Gobierno Provisional viajaron rápidamente de Madrid a Barcelona para persuadir a Macià de que abandonara su idea y se mostrara favorable a la adopción de un estatuto de autonomía promulgado por las Cortes, a lo que accedió).